# Le Livre du Duc des vrais amants
Le Livre du Duc des vrais amants est un roman de Christine de Pizan rédigé entre 1403 et 1405. Dans cette œuvre, la romancière se fait l'interprète d'un jeune duc, et fait le récit de son éducation sentimentale. Le texte, prosimètre, vient mêler vers et prose, lettres et poèmes. Christine y fait aussi entendre des voix féminines discordantes comme entre la dame et sa gouvernante. Ce roman s'inscrit ainsi dans la lignée de son livre du débat sur le Roman de la Rose.

## Éditions modernes
Christine de Pizan, Le Livre du Duc des vrais amants, Éditions Honoré Champion, 27 septembre 2013, 480 p. (ISBN 9782745326331, EAN 9782745326331)